# FutureBASIC
FutureBASIC je počítačový programovací jazyk typu BASIC a také překladač (compiler), který umožňuje spouštět  aplikace v tomto jazyku napsané. Vznikl kolem roku 1995 a existuje dodnes. Dají se v něm psát jednodušší programy na operačních systémech Mac OS 7 až 9 a na Mac OS X.
Původním výrobcem FutureBASICu je firma Zedcor, později koupila FutureBASIC firma Staz Software.

## Budoucnost FutureBASICu
FutureBASIC je nyní freeware (zdarma ke stažení) a aplikace je poněkud zastaralá. Firma Staz Software již naznačila, že klad FutureBASICu spočívá v jednoduchém programování pro staré i nové operační systémy, přičemž programování pro současné operační systémy ve FutureBASICu je velmi nečasté. Firma vydala software pro překládání stávajících projektů FutureBASICu do jazyku C, který má zřejmě mnohem jasnější budoucnost než jazyk FutureBASICu. Staz Software tím pravděpodobně zajišťuje poklidný přechod na moderní programovací nástroje, i přesto tvrdí, že připravuje novou verzi FutureBASICu, ve které bude možno psát modernější druhy programů (Universal Binary) na operační systém Mac OS X a uvádí FutureBASIC jako nejlepší alternativu za nástroj REALbasic.